# میاستچکو شلانسکیه
میاستچکو شلانسکیه (به لاتین: Miasteczko Śląskie) یک منطقهٔ مسکونی در لهستان است که در شهرستان تارنووسکیه گور واقع شده‌است. میاستچکو شلانسکیه ۶۷٫۸۳ کیلومتر مربع مساحت و ۷٬۳۴۷ نفر جمعیت دارد.